# Hohe Schule (Bern)

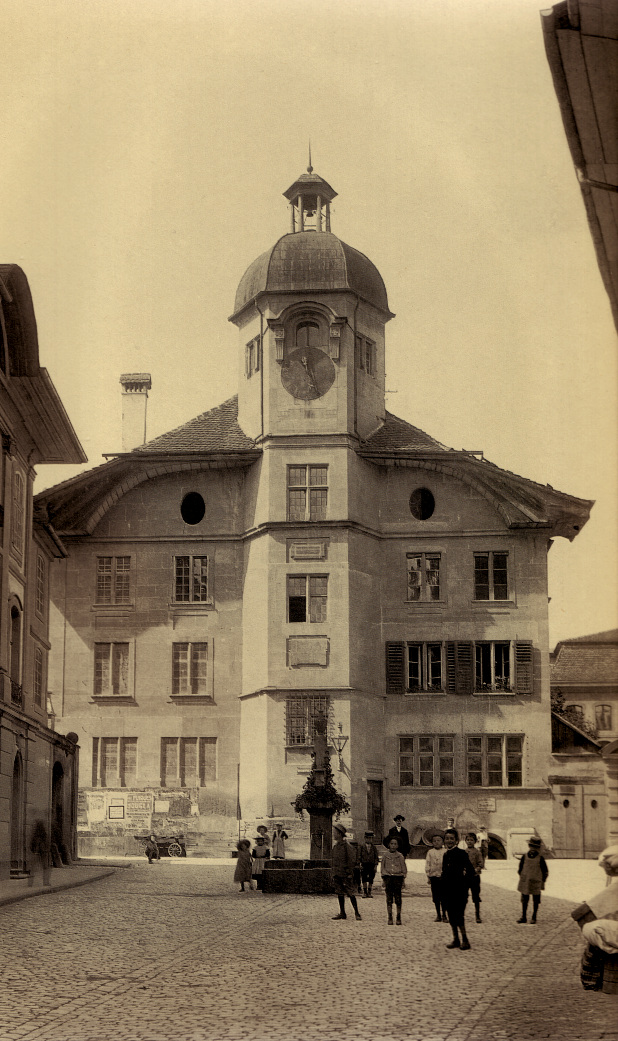
Die 1905 abgebrochene Hohe Schule an der Herrengasse in Bern

Die Hohe Schule (auch Obere Schule, Gymnasium oder Lateinschule) in Bern wurde 1528 als theologische Lehranstalt gegründet und 1804 in eine Akademie umgewandelt.

## Geschichte
Als wichtige Komponente der Reformation berief der bernische Rat am 12. Februar 1528 drei Professoren und legte damit den Grundstein zu einer bernischen Theologenschule, nach dem Vorbild der Prophezey in Zürich. Als erste Professoren konnte der Rat Kaspar Megander für Theologie, Sebastian Hofmeister für Hebräisch und Johannes Rhellicanus für Griechisch gewinnen. Als Gebäude erhielt die Hohe Schule 1535 das aufgehobene Franziskanerkloster am westlichen Ausgang der Herrengasse in Bern zugewiesen.
Die Hohe Schule wurde 1804 in eine Akademie mit vier Fakultäten umgewandelt. 1834 begründete die neue liberale Regierung von Bern die Universität nach deutschem Vorbild. 1885 wurde das Progymnasium eröffnet. 1926 dann das noch heute bestehende Gymnasium Kirchenfeld. 1905 wurde die Hohe Schule abgebrochen.

## Bekannte Lehrer und Schüler
- Wolfgang Musculus (1497–1563), Theologe, Reformator, Hochschullehrer
- Benedictus Aretius († 1574), Theologe, Botaniker, Pädagoge, Geograph und Reformator
- Christian Amport († 1590), Theologe und Hochschullehrer
- Samuel Hortin (1589–1652), Theologe und Bibliothekar
- Christoph Lüthardt (1590–1663), Theologe
- Johann Heinrich Hummel (1611–1674), Theologe
- Niklaus Zeerleder (1628–1691), Theologe und Hochschullehrer
- Theobald Weinzäpfli († 1694), Theologe
- Samuel Frisching (1638–1721), Offizier und Schultheiss von Bern
- Johann Rudolf Rudolf (1646–1718 in Bern), Theologe, Professor
- Christoph Steiger (I.) (1651–1731), Theologe, Schultheiss von Bern
- Simeon Nöthiger (1658–1726), Theologe
- Emanuel Bondeli (1660–1734), Freiherr zu Châtelard, Professor, Diplomat
- Samuel Schumacher (1664–1701), Theologe, Pietist
- Johann Georg Altmann (1695–1758), Theologe, Philologe und Historiker
- Albrecht von Haller (1708–1777), Mediziner, Botaniker
- Sigismond Louis Lerber (1723–1783), Rechtswissenschaftler, Dichter, Richter und Politiker
- Daniel von Fellenberg (1736–1801), Politiker, Jurist
- Johann Samuel Ith (1747–1813), Theologe
- Samuel Studer (1757–1834), Theologe und Naturforscher
- Friedrich Trechsel (1776–1849), Theologe, Mathematiker, Physiker, Astronom und Geodät